# 珠海市民服务中心
珠海市民服务中心，是珠海市政务服务中心、珠海市香洲区政务服务中心、珠海市应急管理局的所在地，也是珠海市“十四五”规划重点民生工程，位于中华人民共和国广东省珠海市香洲区迎宾北路3333号。

## 历史
- 2021年3月18日，珠海市民服务中心正式开工[4][5][6]。
- 2023年4月28日，珠海市民服务中心实现主体结构封顶[7][8]。
- 2024年6月24日至30日，珠海市民服务中心内的部分服务厅陆续开展试运行[9]。
- 2024年7月1日，珠海市民服务中心正式启用[10]。